# 브렛 J. 글래드먼
브렛 J. 글래드먼(Brett J. Gladman, 본명: 브렛 제임스 글래드먼, Brett James Gladman, 1966년 4월 19일 ~ )은 캐나다인 천문학자이자 브리티시컬럼비아주 밴쿠버에 있는 브리티시컬럼비아 대학교 물리학 및 천문학과의 정교수이다. 행성 천문학 분야의 캐나다 연구 의장을 맡고 있다. 이론적 작업(행성 역학의 대규모 수치 시뮬레이션)과 관측 광학 천문학(많은 행성 위성과 소행성의 발견자)을 모두 수행한다.

## 경력
글래드먼은 태양계 역학 천문학 분야의 연구로 가장 잘 알려져 있다. 행성 간 운석 이동, 주 소행성대에서 유성체 전달, 판스페르미아설(panspermia)로 알려진 이 메커니즘을 통한 생명 이동 가능성을 연구했다. 또한 행성 형성, 특히 거대 행성이 어떻게 탄생했는지에 대한 수수께끼를 연구한다.